# Міста Вінницької області

Вінницька область на карті України

Це список міст Вінницької області. Станом на 1 січня 2025 року в області 18 міст.
Відповідно до Закону України «Про порядок вирішення окремих питань адміністративно-територіального устрою України» місто є населеним пунктом з переважно компактною забудовою, загальна чисельність жителів якого становить не менш як 10 тисяч. Як виняток з цього положення до категорії міст також віднесені населені пункти з меншим населенням, які до прийняття закону були містами районного або обласного значення.

## Адміністративне значення та історичні дані
6 з 18 міст області є районними центрами. До реформи децентралізації 2010-х років районними центрами були 16 міст (окрім Гнівані та Ладижина), 6 міст були містами обласного значення, 12 входили до складу районів.
Найстарішим містом області є Погребище, перша згадка про яке датована 1148 роком, наймолодшим — Козятин, заснований в 1871 році. Найстаріше місто за часом отримання статусу — Вінниця, наймолодше  — Липовець.
У таблиці нижче наведено адміністративний статус міст, а також роки утворення і отримання статусу міста. Якщо місто втрачало статус міста, а пізніше знову його отримувало, зазначено рік останнього отримання статусу.
Низка міст мали магдебурзьке право в складі Речі Посполитої або статус міста в складі Російської імперії, а в СРСР його втратили. Докладніше про міста, які втратили статус міста, — в розділі #Історія.
| Назва               | Адмін. значення | Громада            | Район               | Район/міськрада до 2020 року | Рік утворення або першої згадки | Рік віднесення до категорії міст | Розташування                                                          |
| ------------------- | --------------- | ------------------ | ------------------- | ---------------------------- | ------------------------------- | -------------------------------- | --------------------------------------------------------------------- |
| Бар                 | цтг             | Барська            | Жмеринський         | Барський                     | 1425/1539                       | 1938                             | 49°04′41″ пн. ш. 27°40′59″ сх. д. / 49.07806° пн. ш. 27.68306° сх. д. |
| Бершадь             | цтг             | Бершадська         | Гайсинський         | Бершадський                  | 1459                            | 1966                             | 48°22′22″ пн. ш. 29°31′57″ сх. д. / 48.37278° пн. ш. 29.53250° сх. д. |
| Вінниця             | оц, рц, цтг     | Вінницька          | Вінницький          | Вінницька м/р                | 1363                            | 1640/1795                        | 49°14′14″ пн. ш. 28°28′02″ сх. д. / 49.23722° пн. ш. 28.46722° сх. д. |
| Гайсин              | рц, цтг         | Гайсинська         | Гайсинський         | Гайсинський                  | 1600                            | 1744/1795                        | 48°48′37″ пн. ш. 29°23′03″ сх. д. / 48.81028° пн. ш. 29.38417° сх. д. |
| Гнівань             | цтг             | Гніванська         | Вінницький          | Тиврівський                  | 1629                            | 1981                             | 49°05′28″ пн. ш. 28°20′55″ сх. д. / 49.09111° пн. ш. 28.34861° сх. д. |
| Жмеринка            | рц, цтг         | Жмеринська         | Жмеринський         | Жмеринська м/р               | 1860-ті                         | 1903                             | 49°02′13″ пн. ш. 28°06′13″ сх. д. / 49.03694° пн. ш. 28.10361° сх. д. |
| Іллінці             | цтг             | Іллінецька         | Вінницький          | Іллінецький                  | 1448                            | 1986                             | 49°06′19″ пн. ш. 29°12′29″ сх. д. / 49.10528° пн. ш. 29.20806° сх. д. |
| Калинівка           | цтг             | Калинівська        | Хмільницький        | Калинівський                 | I пол. XVIII ст.                | 1979                             | 49°26′50″ пн. ш. 28°31′23″ сх. д. / 49.44722° пн. ш. 28.52306° сх. д. |
| Козятин             | цтг             | Козятинська        | Хмільницький        | Козятинська м/р              | 1870                            | 1938                             | 49°43′00″ пн. ш. 28°50′00″ сх. д. / 49.71667° пн. ш. 28.83333° сх. д. |
| Ладижин             | цтг             | Ладижинська        | Гайсинський         | Ладижинська м/р              | 1240                            | 1973                             | 48°41′23″ пн. ш. 29°14′30″ сх. д. / 48.68972° пн. ш. 29.24167° сх. д. |
| Липовець            | цтг             | Липовецька         | Вінницький          | Липовецький                  | 1545                            | 2001                             | 49°12′58″ пн. ш. 29°03′22″ сх. д. / 49.21611° пн. ш. 29.05611° сх. д. |
| Могилів-Подільський | рц, цтг         | Могилів-Подільська | Могилів-Подільський | Могилів-Подільська м/р       | 1595                            | 1743/1795                        | 48°27′18″ пн. ш. 27°48′29″ сх. д. / 48.45500° пн. ш. 27.80806° сх. д. |
| Немирів             | цтг             | Немирівська        | Вінницький          | Немирівський                 | 1506                            | 1985                             | 48°58′46″ пн. ш. 28°50′38″ сх. д. / 48.97944° пн. ш. 28.84389° сх. д. |
| Погребище           | цтг             | Погребищенська     | Вінницький          | Погребищенський              | 1148                            | 1984                             | 49°29′13″ пн. ш. 29°16′24″ сх. д. / 49.48694° пн. ш. 29.27333° сх. д. |
| Тульчин             | рц, цтг         | Тульчинська        | Тульчинський        | Тульчинський                 | 1607                            | 1924                             | 48°40′28″ пн. ш. 28°50′59″ сх. д. / 48.67444° пн. ш. 28.84972° сх. д. |
| Хмільник            | рц, цтг         | Хмільницька        | Хмільницький        | Хмільницька м/р              | 1362                            | 1957                             | 49°33′25″ пн. ш. 27°57′26″ сх. д. / 49.55694° пн. ш. 27.95722° сх. д. |
| Шаргород            | цтг             | Шаргородська       | Жмеринський         | Шаргородський                | 1383                            | 1985                             | 48°45′19″ пн. ш. 28°04′44″ сх. д. / 48.75528° пн. ш. 28.07889° сх. д. |
| Ямпіль              | цтг             | Ямпільська         | Могилів-Подільський | Ямпільський                  | XVI ст.                         | 1985                             | 48°14′42″ пн. ш. 28°16′40″ сх. д. / 48.24500° пн. ш. 28.27778° сх. д. |

## Площа та населення
Найбільшим містом області за населенням є Вінниця, найменшим — Шаргород. У всіх містах області переважна більшість мешканців (понад 84 %) вважають рідною мовою українську
| Місто               | Площа (км²) | Населення | Населення | Густота (2022) | Рідна мова (2001)                        |
| Місто               | Площа (км²) | 2001      | 2022      | Густота (2022) | Рідна мова (2001)                        |
| ------------------- | ----------- | --------- | --------- | -------------- | ---------------------------------------- |
| Бар                 | 13,88       | 17 284    | 15 337    | 1104,97        | українська — 95,85 % російська — 3,80 %  |
| Бершадь             | …           | 13 336    | 12 205    | …              | українська — 90,89 % російська — 8,52 %  |
| Вінниця             | 113,17      | 356 665   | 369 739   | 3267,11        | українська — 84,73 % російська — 14,36 % |
| Гайсин              | …           | 25 640    | 25 698    | …              | українська — 93,01 % російська — 6,62 %  |
| Гнівань             | 19,37       | 12 832    | 12 191    | 629,38         | українська — 96,31 % російська — 3,33 %  |
| Жмеринка            | 18,83       | 37 349    | 33 754    | 1792,57        | українська — 90,81 % російська — 8,51 %  |
| Іллінці             | 31,06       | 11 186    | 11 095    | 357,21         | українська — 97,55 % російська — 1,78 %  |
| Калинівка           | …           | 20 061    | 18 492    | …              | українська — 95,75 % російська — 3,93 %  |
| Козятин             | …           | 26 635    | 22 241    | …              | українська — 94,76 % російська — 4,88 %  |
| Ладижин             | 17,04       | 22 219    | 22 459    | 1318,02        | українська — 87,89 % російська — 11,69 % |
| Липовець            | …           | 9406      | 7958      | …              | українська — 98,41 % російська — 1,40 %  |
| Могилів-Подільський | …           | 32 853    | 29 925    | …              | українська — 92,25 % російська — 7,06 %  |
| Немирів             | …           | 12 082    | 11 421    | …              | українська — 98,22 % російська — 1,60 %  |
| Погребище           | 19,04       | 10 754    | 9209      | 483,67         | українська — 98,72 % російська — 1,19 %  |
| Тульчин             | …           | 16 136    | 14 446    | …              | українська — 94,01 % російська — 5,43 %  |
| Хмільник            | …           | 27 898    | 26 916    | …              | українська — 97,12 % російська — 2,59 %  |
| Шаргород            | 9,09        | 7161      | 6982      | 768,1          | українська — 98,18 % російська — 1,63 %  |
| Ямпіль              | …           | 11 787    | 10 679    | …              | українська — 96,07 % російська — 3,10 %  |

## Символіка і влада
| Місто               | Герб | Прапор | Фото | Міський голова                            | Сайт міської ради                   |
| ------------------- | ---- | ------ | ---- | ----------------------------------------- | ----------------------------------- |
| Бар                 |      |        |      | Саволюк Володимир Васильович              | bar-city.gov.ua                     |
| Бершадь             |      |        |      | Драган Віталій Григорович                 | radabershad.gov.ua                  |
| Вінниця             |      |        |      | Моргунов Сергій Анатолійович              | vmr.gov.ua                          |
| Гайсин              |      |        |      | Гук Анатолій Ілліч                        | haisyn-municipality.gov.ua          |
| Гнівань             |      |        |      | Кулешов Володимир Володимирович           | gnivan-miskrada.gov.ua              |
| Жмеринка            |      |        |      | Кушнір Анатолій Петрович                  | www.zhmerinka-adm.gov.ua            |
| Іллінці             |      |        |      | Ящук Володимир Миколайович                | illintsi-mrada.gov.ua               |
| Калинівка           |      |        |      | Поліщук Василь Кіндратович                | kalynivska-objednana-gromada.gov.ua |
| Козятин             |      |        |      | Єрмолаєва Тетяна Миколаївна               | komr.gov.ua                         |
| Ладижин             |      |        |      | Коломієць Олександр Станіславович (в. о.) | ladrada.gov.ua                      |
| Липовець            |      |        |      | Бичков Віктор Михайлович                  | lyp.gov.ua                          |
| Могилів-Подільський |      |        |      | Глухманюк Геннадій Григорович             | mpmr.gov.ua                         |
| Немирів             |      |        |      | Качур Віктор Миколайович                  | nemyriv-mrada.gov.ua                |
| Погребище           |      |        |      | Волинський Сергій Олександрович           | pog-mrada.gov.ua                    |
| Тульчин             |      |        |      | Весняний Валерій Михайлович               | tulchynska-gromada.gov.ua           |
| Хмільник            |      |        |      | Юрчишин Микола Васильович                 | rada.ekhmilnyk.gov.ua               |
| Шаргород            |      |        |      | Барецький Володимир Іванович              | shargorod-miskrada.gov.ua           |
| Ямпіль              |      |        |      | Гаджук Сергій Іванович                    | yampil-miskrada.gov.ua              |

## Історія

### Міста з магдебурзьким правом
За часів Речі Посполитої низка населених пунктів на території сучасної Вінницької області мала магдебурзьке право, зокрема
- Хмільник (1443[12][13] або 1448, 1518[14])
- Бар (1540)
- Ялтушків (1546[15] або 1548, або 1556[16])
- Брацлав (1564[п 7])
- Уланів (1552, 1606[18])
- Янів[19] (1578)
- Шаргород (1588, 1765[20])
- Межирів (1591)
- Могилів-Подільський (поч. XVII ст., 1743)
- Липовець (1606)
- Вербовець (1607)
- Сальниця (1607)
- Барок (1615)
- Копайгород (1624)
- Жван (1638)
- Вінниця (1640)
- Снітків[21][е 3] (1720)
- Гранів (1744)
- Гайсин (1744)
- Кіблич (1744)
- Лінці (1757)
- Янушгород (1760)
- Берлинці Польові (1767)
- Тульчин (1787)
- Махнівка[22] (1791)

Деякі джерела вказують, що магдебурзьке право також мали Погребище (1569), Немирів (1581) та Латанець (1744), проте ці дані піддаються сумніву дослідниками (для Погребища не знайдено першоджерел, Латанець і Немирів сплутали з містами зі схожими назвами в інших регіонах). Також раніше вважалося, що Літин мав магдебурзьке право, проте останні дослідження вказують на те, що в 1578 році Літин отримав статус містечка без надання магдебурзького права.

### Міста в Російській імперії
Після входження території Вінниччини до Російської імперії статус міст отримали Брацлав, Гайсин, Тульчин, Бершадь, Ямпіль, Могилів-на-Дністрі, Вінниця, Літин, Махнівка, Липовець, Хмільник Брацлавського намісництва і Вербовець Подільського, а також Махнівка Київського намісництва, Ольгопіль (Чечельник).
Станом на 1840 рік містами були: Липовець, Махнівка, Бар, Брацлав, Вінниця, Гайсин, Літин, Могилів, Ольгопіль, Хмільник, Ямпіль.
Станом на 1897 рік містами були: Липовець, Бар, Брацлав, Вінниця, Гайсин, Літин, Могилів-на-Дністрі, Ольгопіль, Хмільник, Ямпіль, Вербовець, Сальниця. У 1903 році статус міста отримала Жмеринка.
З приходом радянської влади статус міст зберегли лише Вінниця, Гайсин, Жмеринка та Могилів-Подільський, а також отримав Тульчин.

### Хронологія появи міст в області
Вінницька область була утворена в 1932 році. На той час у складі області було 12 міст: Бердичів, Вінниця, Гайсин, Жмеринка, Заслав, Кам'янець-Подільськ, Могилів-Подільський, Полонне, Проскурів, Старокостянтинів, Тульчин та Шепетівка.
У 1937 році місто Бердичів відійшло до новоутвореної Житомирської області, а Заслав, Кам'янець-Подільський, Полонне, Проскурів, Старокостянтинів і Шепетівка. — до Кам'янець-Подільської. У Вінницькій області лишилося 5 міст.
У 1938 році до категорії міст віднесені Бар і Козятин.
У другій половині XX ст. статус міст отримали Хмільник, Бершадь, Ладижин, Калинівка, Гнівань, Погребище, Немирів, Шаргород, Ямпіль, Іллінці.
За часів незалежної України містом став Липовець — у 2001 році.